# Pistolerismo
El pistolerismo fue una práctica que tuvo lugar en España durante el reinado de Alfonso XIII, particularmente entre 1917 y 1923, utilizada principalmente por empresarios, que consistía en contratar pistoleros y otros «matones» para matar a destacados sindicalistas y trabajadores, para así frenar sus reivindicaciones. Los trabajadores respondían a su vez con la formación y contratación de hombres armados. En total se estima que esta práctica supuso la muerte de unos 200 obreros y de 20 hombres armados contratados por empresarios. El fenómeno tuvo una importancia singular en Barcelona, desatándose en la ciudad una guerra entre bandas anarquistas y de mercenarios a sueldo.

## Desarrollo

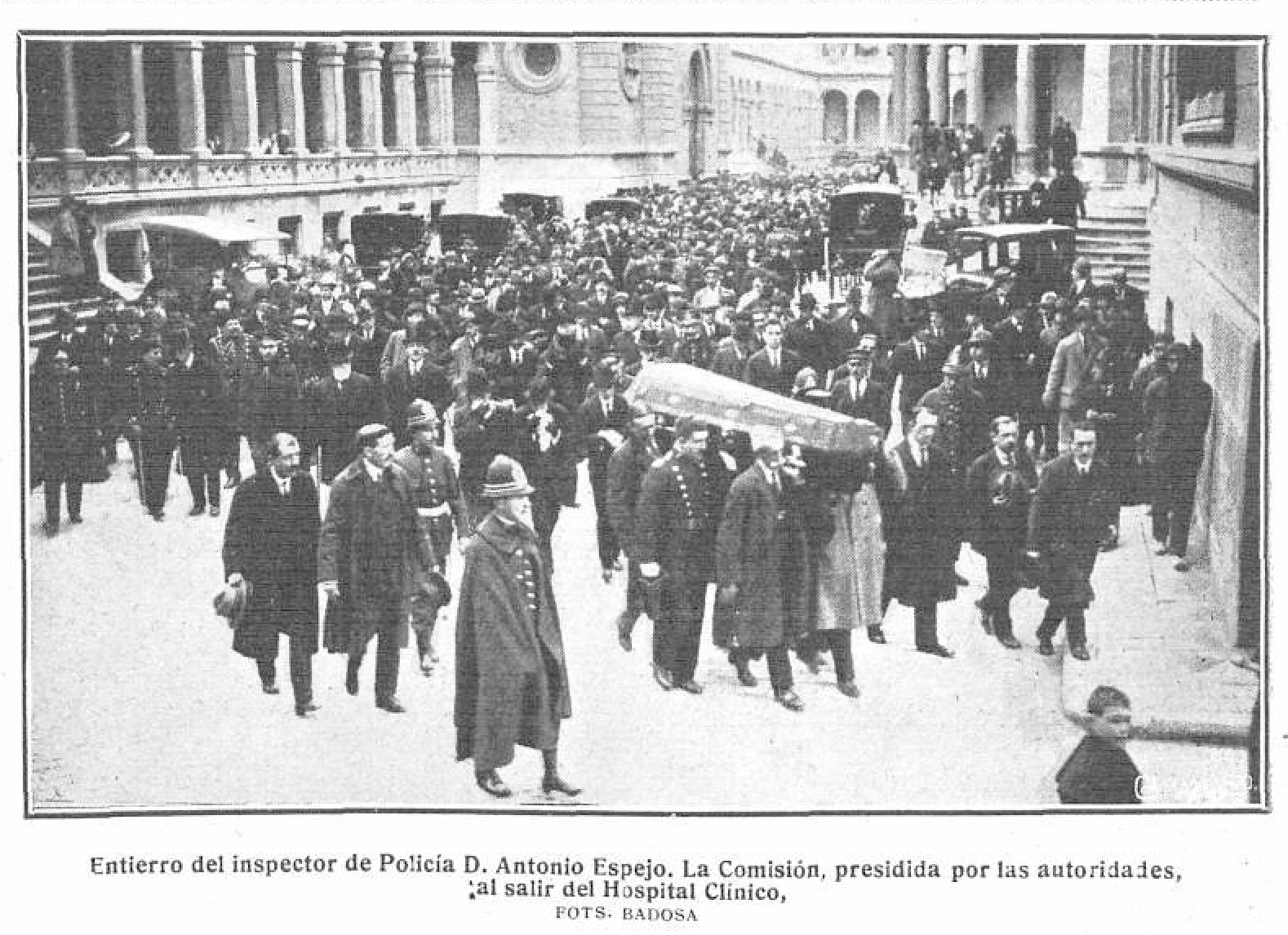
Entierro del inspector de policía Antonio Espejo en Barcelona (1921)

El pistolerismo tiene su origen en las crecientes zonas industriales de Barcelona, que a principios del siglo XX vio un rápido crecimiento del sindicato anarquista Confederación Nacional del Trabajo (CNT) y sus actividades. El poder de la CNT en los centros de trabajo fue en aumento, lo que dio lugar a numerosos conflictos laborales por las reivindicaciones de mejoras laborales por parte de los obreros. Un suceso destacable de este periodo fue el éxito de la CNT en la huelga de La Canadiense (1919), que consiguió que España se convirtiera en el primer país tras la Unión Soviética en promulgar la jornada de ocho horas, entre otros.

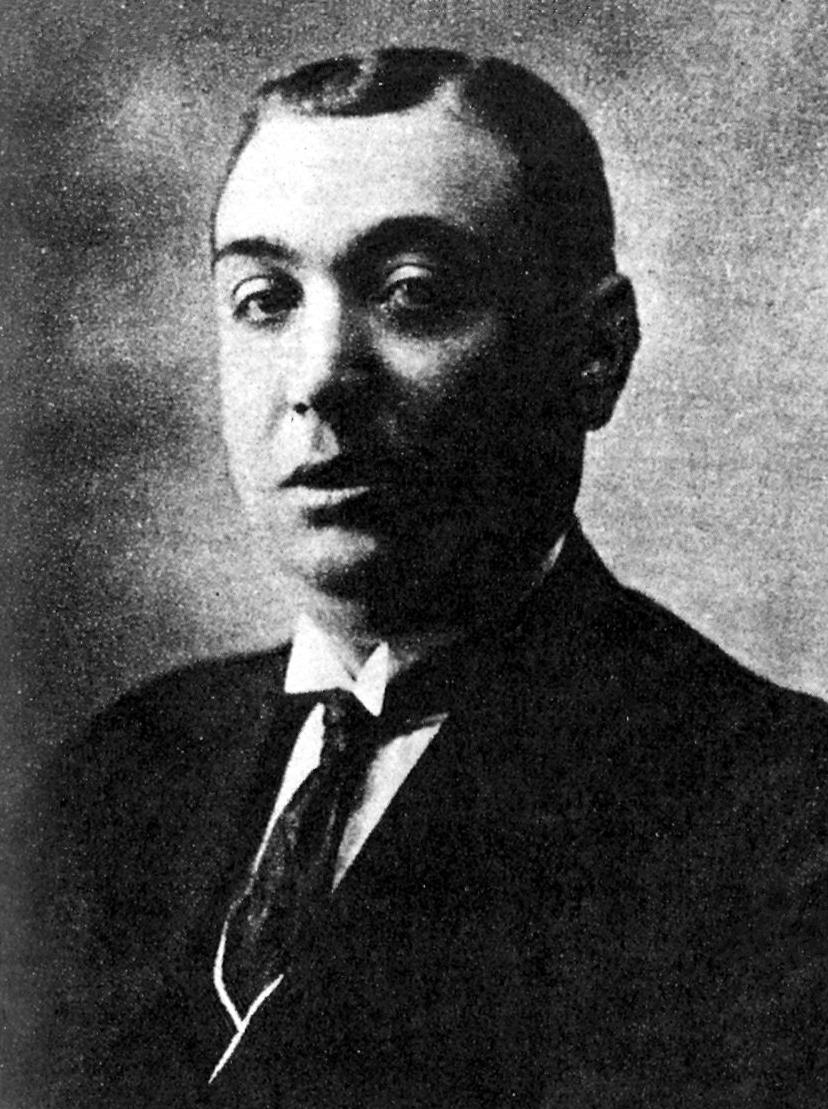
Salvador Seguí, asesinado en 1923

Ante estas circunstancias y el creciente clima de crispación y violencia, los empresarios respondieron imponiendo cierres patronales y despidiendo a numerosos trabajadores por sus actividades, condenándolos al hambre y la pobreza. La Federación Patronal también creó los llamados sindicatos "libres" o amarillos, dirigidos por ellos con el fin de intentar dividir al movimiento obrero. Por último, los empresarios recurrieron al pistolerismo para matar a destacados dirigentes sindicales (denominado terrorismo blanco), a lo que los anarquistas respondieron con atentados contra empresarios, políticos, miembros del clero y fuerzas del orden (denominado terrorismo anarco-sindicalista o acción directa). Los empresarios y sus pistoleros contaron con el apoyo del gobierno, que protegió el terrorismo empresarial mientras perseguía a los anarquistas, por ejemplo con la promulgación de la célebre "Ley de Fugas", que autorizaba a la policía a disparar a los reos que huyeran de prisión —aunque muchas de estas huidas eran simuladas por las propias fuerzas del orden.
Como consecuencia de esto fueron asesinados destacados cenetistas como Pau Sabater, Evelio Boal o Salvador Seguí y abogados como Francesc Layret. Por su parte los anarquistas mataron a personalidades como Manuel Bravo Portillo, Francisco Maestre o Eduardo Dato.